# Torre de Campumoru
A Torre de Campumoru (em corso:  Torra di Campumoru) é uma torre genovesa localizada na comuna de Belvédère-Campomoro (Córsega do Sul), na costa oeste da ilha francesa da Córsega. A torre fica a uma altitude de 78 metros (260 pé) no promontório Punta di Campomoro que forma o limite sul do Golfo de Valinco.
A torre foi projectada por Carlo Spinosa e construída entre 1585 e 1586 pelo mestre pedreiro Giorgio Canton. Foi uma de uma série de defesas costeiras construídas pela República de Génova entre 1530 e 1620 para conter os ataques dos piratas berberes. Em 1992, a torre foi listada como um dos monumentos históricos oficiais da França.
Desde 1986, a torre pertence e é mantida por uma agência governamental francesa, o Conservatoire du littoral. A agência planeia adquirir 132 hectares (330 acre(s)s) de promontório e em 2011 adquiriu 70 hectares (170 acre(s)s).